# Siddhartha Mukherjee
Siddhartha Mukherjee (Bengaals: সিদ্ধার্থ মুখার্জী), (New Delhi, 1970) is een Indiaas-Amerikaans oncoloog, wetenschapper en auteur. Mukherjee is het meest bekend van zijn boek uit 2010 The Emperor of All Maladies: A Biography of Cancer (Nederlands: De keizer aller ziektes. In 2011 ontving Mukherjee de Pulitzerprijs voor non-fictie voor dit boek.. Het boek vormde de basis voor de documentaire Cancer: The Emperor of All Maladies die in 2015 werd gemaakt. The Emperor of All Maladies werd door Time een van de honderd invloedrijkste boeken in het Engels sinds 1923 genoemd. In 2016 publiceerde Mukherjee The Gene: An Intimate History waarin de geschiedenis van de genen wordt beschreven. In het boek geeft Mukherjee zijn antwoord op de vraag van de toekomst wat er gebeurt met de mens wanneer we zelf genetisch materiaal leren 'lezen' en 'schrijven'.
Mukherjee is een hoogleraar Medicijnen aan de Columbia-universiteit en stafmedewerker aan het Columbia University Medical Center in New York. Hij heeft diverse onderwijsfuncties bekleed aan diverse onderwijs- en onderzoeksinstellingen zoals de Mayo clinic in Rochester, de Massachusetts Medical Society (Waltham) en de Johns Hopkins School of Medicine (Baltimore).
Als hematoloog en oncoloog, is Mukherjee ook bekend vanwege zijn onderzoek naar de samenstelling van bloed en de interactie tussen de micro-omgeving en kankercellen. In 2014 ontving Mukherjee de Padma Shri van de Indiase regering.

## Opleiding
Siddhartha Mukherjee werd geboren in een Bengaals gezin in New Delhi (India). Zijn vader, Sibeswar Mukherjee, was een leidinggevende bij Mitsubishi en zijn moeder, Chandana Mukherjee, was een voormalig lerares uit Calcutta. Hij ging naar de St. Columba's School in Delhi, waar hij in 1989 de hoogste prijs, 'Sword of Honour', won. Tijdens zijn studie biologie aan de Stanford-universiteit, werkte Mukherjee in het laboratorium van Nobelprijswinnaar Paul Berg aan onderzoek om genen te bepalen die het gedrag van kankercellen veranderen.
Mukherjee won een Rhodesbeurs voor de Universiteit van Oxford waar hij promoveerde in de Immunologie aan Magdalen College. Na zijn promotie studeerde hij aan Harvard Medical School waar hij ook promoveerde. Tijdens zijn postdoctorale jaren specialiseerde hij zich in interne geneeskunde en oncologie aan het Massachusetts General Hospital.

## Privé-leven
Mukherjee woont in New York en is getrouwd met kunstenares Sarah Sze, winnaar van een MacArthur "Genius"-beurs. Samen hebben ze twee dochters.

## Professionele carrière
Mukherjee is assistent-hoogleraar Medicijnen bij oncologie van de faculteit medicijnen aan de Columbia-universiteit in New York. Hij is daarnaast ook fysicus aan het Columbia University Medical Center.
In 2010 publiceerde uitgeverij Simon & Schuster zijn boek The Emperor of All Maladies: A Biography of Cancer (Nederlands: ‘’De keizer aller ziektes’’)  waarin hij de ontwikkeling van de diagnose en behandeling van kanker beschrijft van het oude Egypte tot de recentste ontwikkelingen in chemotherapie. Het tijdschrift The Oprah magazine noemde Mukherjee’s boek een van de beste tien boeken van 2010. ‘’The emperor of all maladies’’ werd ook door The New York Times genoemd in de categorie "The 10 Best Books of 2010"' ren in "Top 10 Non-fiction Books of 2010" door Time.
In 2011 was The Emperor of All Maladies: A Biography of Cancer een van de genomineerden finalisten van de National Book Critics Circle Award. Op 18 april 2011 won het de jaarlijkse Pulitzerprijs voor non-fictie met de omschrijving "an elegant inquiry, at once clinical and personal, into the long history of an insidious disease that, despite treatment breakthroughs, still bedevils medical science." In 2011 ontving Mukherjee ook de PEN-E. O. Wilson Literary Science Writing Award. Time nomineerde Mukherjee op hun lijst met "100 invloedrijkste personen" en noemde zijn boek een van de 100 beste non-fictie boeken sinds 1923.
Als hematoloog en oncoloog behandelt Mukherjees wetenschappelijke werk het verband tussen normale stamcellen en kankercellen. Mukherjees team onderzoekt in de labexperimenten voornamelijk stamcellen waarbij voornamelijk gefocust wordt op bloedvormende stamcellen. Deze Hematopoëtische stamcellen komen voor in het rode beenmerg. Osteoblasten, cellen die botweefsel opbouwen, reguleren de fysiologie van de hematopoëtische stamcellen door hen signalen te geven om te splitsen, in rust te blijven of hun stamcelkwaliteiten te behouden. Mukherjee ontving diverse beurzen van de Amerikaanse National Institutes of Health en verschillende particuliere instellingen. 
Mukherjees boek The Gene, dat in 2016 verscheen, beschrijft niet alleen de geschiedenis van gen-onderzoek, maar geeft ook een indruk van de persoonlijke genetische geschiedenis van de familie van de auteur inclusief geestesziektes. Het boek beschrijft hoeveel invloed genen hebben op de gezondheid van mensen, maar waarschuwt tegelijkertijd om genetische voorbestemming niet de lotsbestemming van mensen te laten bepalen; een gedachte die leidde tot de opkomst van de eugenetica. Mukherjee is van mening dat eugenetica de nuance mist om zoiets gecompliceerds als menselijke wezens te begrijpen.
Mukherjee heeft veel artikelen gepubliceerd in wetenschappelijke publicaties waaronder Nature, Neuron,  Journal of Clinical Investigation en The New England Journal of Medicine.

## Boeken
- 2010: The Emperor of All Maladies: A Biography of Cancer (Nederlands: ‘’De keizer aller ziektes’’, ISBN 9789023472896).
- 2015: The Laws of Medicine: Field Notes from an Uncertain Science (Nederlands: ‘’ De wetten van de geneeskunde veldaantekeningen uit een onzekere wetenschap’’, ISBN 9789462981980).[18]
- 2016: The Gene: An Intimate History ISBN 978-1476733500?  (Nederlands:  Het gen : een intieme geschiedenis, ISBN 9789023498384) [19]
- 2022: The Song of the Cell: An Exploration of Medicine and the New Human (Nederlands: Het lied van de cel : een onderzoek naar de geneeskunde en de nieuwe mens, ISBN 9789403100227)

## Eerbetoon en prijzen
- 1993: Rhodesbeurs, 1993–1996.
- 2010: Gabrielle Angel's Leukemia Foundation Award
- 2010: New York Times Magazine, "100 Notable Books of 2010".[20]
- 2011: Los Angeles Times boekenprijs: finalist in de categorie ‘Wetenschap en Technologie’[21]
- 2011: Pulitzerprijs voor The Emperor of All Maladies.
- 2011: PEN-E. O. Wilson Literary Science Writing Award voor The Emperor of All Maladies.
- 2011: Cancer Leadership Award (samen met Kathleen Sebelius en Orrin Hatch).
- 2011: National Book Critics Circle Award, finalist met The Emperor of All Maladies.
- 2011: Time magazine, 100 beste non-fictieboeken aller tijden voor The Emperor of All Maladies.
- 2011: Time 100, invloedrijkste personen.
- 2011: Wellcome Trust Book Prize, op de shortlist met The Emperor of All Maladies.[22]
- 2011: Guardian First Book Award|Guardian First Book Award voor The Emperor of All Maladies
- 2014: Padma Shri, een van de vier hoogste burgerlijke onderscheidingen die worden uitgereikt door de Indiase regering.[3][23]